# Deportaciones de pueblos en la Unión Soviética
Las deportaciones de pueblos en la Unión Soviética fue una forma de represión política. Las peculiaridades del proceso eran, en primer lugar, la carencia de proceso judicial real y lo fortuito del arresto; en segundo lugar, el desplazamiento de grandes contingentes humanos a zonas remotas y a menudo, de difícil supervivencia. Muchos de los individuos o pueblos que vivieron tales experiencias eran clasificados como enemigos del pueblo y se justificaba su expulsión por su (real o supuesto) antisovietismo.
En muchos casos, fueron verdaderas campañas de limpieza étnica en que pueblos considerados potencialmente hostiles o separatistas eran deportados a zonas despobladas y reemplazados por rusos étnicos, además de ser útil para industrializar importantes áreas (parte del proceso de «sovietización»). Los implementos o apoyos para sobrevivir siempre eran pocos y de mala calidad. Muchos pueblos fueron expulsados por ser sospechosos de colaborar con los invasores alemanes. Enormes contingentes los llenaron en 1941-1944, momento en que la calidad de vida cayó a los niveles más bajos. En otros, los individuos podían ser clasificados dentro de grupos sociales (reales o supuestos) que eran considerados peligrosos y deportados como colonos especiales a campos de trabajo del Gulag para que cumplieran penas de diez a veinte años, en cambio, los miembros de pueblos completamente deportados eran enviados a perpetuidad. Las primeras grandes deportaciones se dieron durante la «descosaquización» en 1920 y durante la represión de los campesinos de Tambov en 1921.
El sistema del Gulag debía justificarse no solo política sino también económicamente, de ahí que se buscara conseguir la máxima rentabilidad sin preocuparse del coste humano. Las consecuencias fueron terribles, hasta inicios de los años cincuenta de cinco millones y medio a seis millones de personas deportadas, entre uno y un millón y medio habían muerto como consecuencia directa del traslado forzado y el reasentamiento. Entre las víctimas hay dos millones de kuláks, deportados entre 1930 y 1932.

## Historia
Los primeros deportados fueron los cosacos del Don y del Kubán debido a su resistencia al régimen soviético durante la Guerra civil rusa; campaña de «descosaquización» para eliminar la «especificidad cosaca». En total trescientos a quinientos mil muertos o deportados entre 1919 y 1920 en una población de tres millones. A estos se sumaban cientos de miles de familiares de campesinos rebeldes entre 1920 y 1922. Solo en la rebelión de Tambov 50.000 campesinos fueron internados en campos como rehenes, con insuficiente comida, ropa y propensos a la cólera y el tifus. En 1921, muchos acabaron deportados a Arcángel y Jolmogory.
Los alemanes del Volga (y otros germanos étnicos por todo el país) en 1941 corrieron en igual suerte, más de un millón cuatrocientas mil personas. Su república autónoma fue suprimida y ellos enviados en vagones sobrecargados sin recibir comida ni agua. Supuestamente eran sospechosos de colaborar con los invasores alemanes. Los sobrevivientes llegaron a regiones de Kazajistán y Siberia donde la vida era difícil y donde las autoridades locales no tenían recursos ni información para acogerlos.
Tras esto vino una gran ola de deportaciones entre 1943 y 1944, más de novecientas mil personas son enviadas a Siberia, Kazajistán, Kirguistán y Uzbekistán. La intención era limpiar Crimea y el Cáucaso de nacionalidades «dudosas» por su «colaboración» con los nazis: búlgaros, griegos pónticos, armenios de Crimea, turcos mesjetas, kurdos, jemchines del Cáucaso, calmucos, tártaros de Crimea, karacháis y balkarios. Estas alcanzaron su epílogo con la deportación completa de ingusetios y chechenos en una operación denominada Operación Chechevitsa (u Operación Lenteja). Murieron en masa en un trayecto debido al hambre, frío y enfermedades y la agreste vida en las regiones donde los instalaron siguieron cobrando millares de vidas en los años siguientes.
Por último, los territorios anexionados en 1939-1940, como el este de Polonia, los países bálticos, Besarabia y Bucovina, vivieron en 1940-1941 y 1944-1945 dos veces una «sovietización» en que se eliminaron a los opositores nacionalistas reales y supuestos, especialmente los relacionados con partisanos como los Hermanos del Bosque y el Ejército Insurgente Ucraniano.
El 17 de mayo de 1944, comenzó la deportación (Sürgün) de los tártaros de Crimea en todas las localidades habitadas de la RASS de Crimea. Más de 32 000 efectivos de la NKVD participaron en la acción. 193 865 tártaros de Crimea fueron deportados: de ellos, 151 136 a la RSS de Uzbekistán, 8597 a la República Socialista Soviética Autónoma de Mari (hoy Mari-El), 4286 a la RSS de Kazajistán, y el resto (29 486) a varios óblasts de la República Socialista Federativa Soviética de Rusia. Entre mayo y noviembre de 1944, 10 105 tártaros de Crimea murieron de inanición en la RSS de Uzbekistán (el 7 % de los deportados a dicha república). Cerca de 30 000 (el 20 %) murieron en el exilio durante el siguiente año y medio, según los datos de la NKVD (el 46 % según los datos de los activistas tártaros de Crimea).
El sistema de «colonos especiales» pasó a dos millones y medio de habitantes, siendo los kuláks desplazados por estas minorías étnicas como el principal grupo de deportados. Las condiciones de vida en los campos de trabajo del Gulag nunca fueron tan terribles como en 1941-1944, la guerra produjo mayor falta de alimentos, epidemias, hacinamiento, recrudeció la explotación y mayor represión. Todo esto fue permanentemente ocultado por la historiografía soviética hasta la caída del régimen en 1991.
Desde 1948, las autoridades soviéticas se vieron forzadas a explotar de un modo más humanitario a la mano de obra para alargar su supervivencia, mejorando las condiciones de vida de la misma. Esto se debió al altísimo coste humano y material que había sufrido el país durante la Segunda Guerra Mundial. Como consecuencias indeseadas estuvieron la relajación de la disciplina dentro de los campos, permitiendo la formación de bandas entre los delincuentes comunes que se dedicaban a pelear entre sí, haciendo bajar las tasas de productividad. El Estado no podía darles vigilancia adecuada, pues el sistema entonces era demasiado grande y él estaba demasiado agotado. Otra, mucho más peligrosa, fue que en los «campos de régimen especial», nacidos en 1945 para concentrar a presos políticamente opositores y con experiencia de combate u organizativa durante la guerra (la mayoría de los presos iba a «colonias de trabajo» y «campos de trabajo»), quedaban reunidos y además separados de los presos comunes, lo que les facilitaba hacer revueltas (el régimen comunista supo aprovechar la hostilidad entre delincuentes comunes y opositores políticos para impedirles unirse en contra suya). Estos presos, al contrario de aquellos deportados en los años treinta, no creían ingenuamente que era por un error del sistema judicial sino que sabían que eran víctimas de la represión y estaban dispuestos a todo porque nada tenían que perder. En consecuencia, los motines se sucedieron, destacando el de Kenguir. Debe mencionarse que la diferencia entre colonias y campos de trabajo era que a los primeros eran centros mucho más pequeños, para presos menos peligrosos y condenados a penas inferiores a los tres años.

Mapa con la ubicación de los campos de trabajo del Gulag en la URSS.

Tratando de dar solución a un sistema penitenciario que había crecido demasiado, a la muerte de Iósif Stalin en 1953 sus sucesores procuraron liberar a un gran número de presos. Las razones del cambio son varias: los principales dirigentes estaban ocupados en una feroz lucha entre varias línea políticas en el partido, liberar a los presos permitía integrar a la actividad económica regular a un importante contingente humano y mostrarse ante los burócratas y el Partido como un hombre que no repetiría el Terror de su antecesor (esto explicaría el triunfo de Nikita Jrushchov y su proyecto de desestalinización). Así, el sistema penitenciario que en los últimos años de Stalin era demasiado grande y poco rentable se empezó a desestructurar. Para finales de los años cincuenta e inicios de los sesenta casi todos los presos eran delincuentes menores o reincidentes. Su propósito inicial de colonizar y explotar las riquezas naturales de Siberia y el Extremo Oriente fue abandonado. La muerte de Stalin en 1953 permitió el lento retorno legal de muchos desterrados a sus hogares, aunque muchos individuos se quedaron donde ya habían hecho sus vidas. Sin embargo, los pueblos, entendidos como colectividades, quedaron hasta 1972 sin permiso para elegir libremente dónde asentarse y durante el resto del régimen soviético, estos grupos siempre fueron vigilados estrechamente por los servicios de inteligencia.

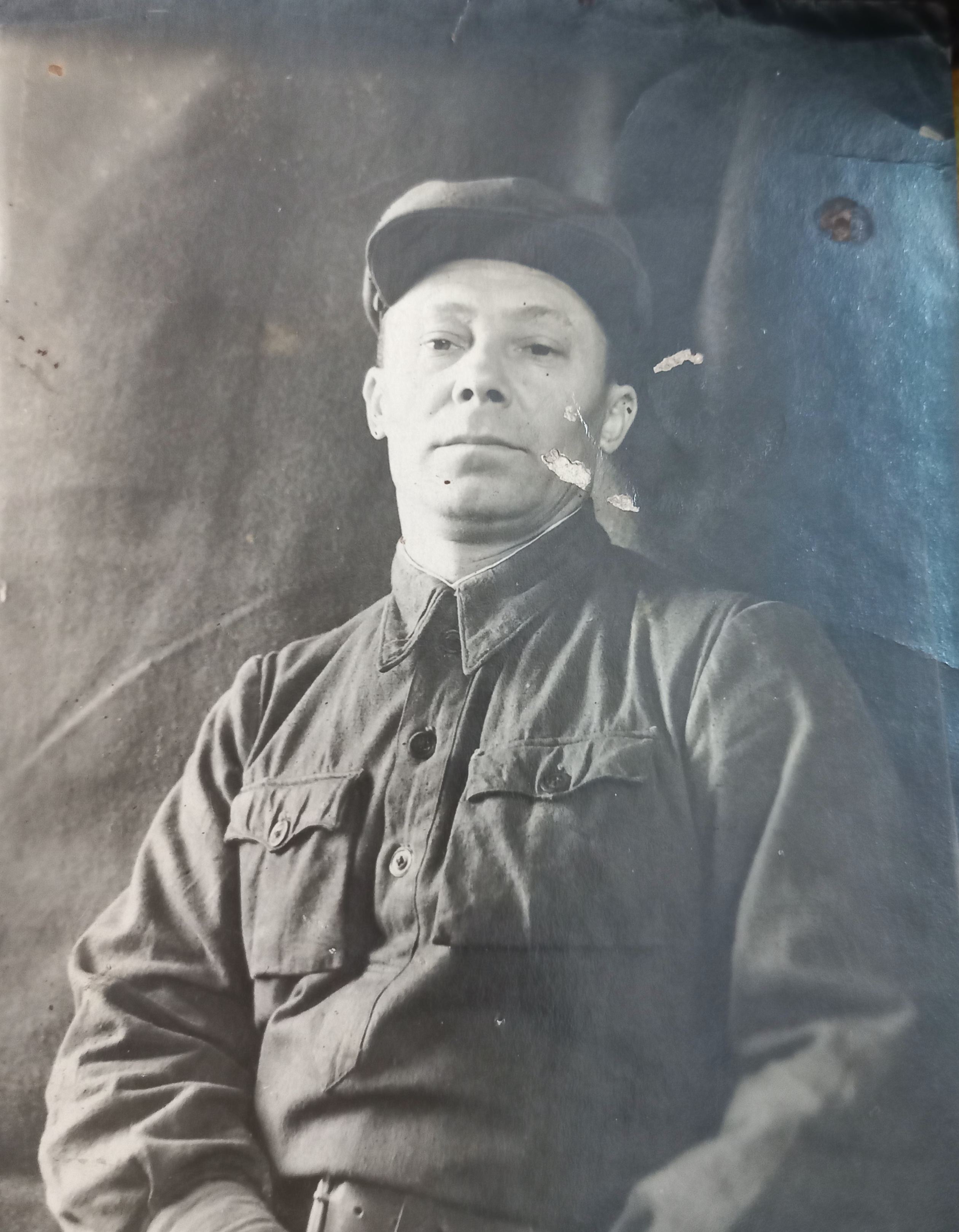
Panas Kravtsov, participante de la Guerra de Invierno y la Segunda Guerra Mundial, fue deportado a Kamchatka y su hijo murió a causa de la hambruna soviética de 1946-1947

Durante el avance del Ejército Rojo sobre el III Reich y en los posteriores, hasta aproximadamente 1950, los soviéticos se vieron involucrados en la expulsión sistemática de millones de alemanes étnicos hacia las nuevas fronteras de su país, buscando evitar nuevos deseos expansionistas de estos.
Muchas veces, los prisioneros soviéticos una vez liberados eran internados en campos como traidores, posibles espías y estar contaminados por vivir en el exterior; del mismo modo, todo aquel que vivió bajo ocupación alemana era un posible sospechoso de «contaminación».
Algo similar sufrirían los prisioneros de guerra del Eje, especialmente alemanes y japoneses, y los polacos tras la invasión de su país, así como un gran número de civiles considerados posibles opositores. Lo mismo sucedió en el Báltico.
En noviembre de 1989, durante la perestroika, el Soviet Supremo de la Unión Soviética condenó las deportaciones de los pueblos de la URSS calificándolos como actos ilegales y criminales.
La siguiente es una tabla con el número de personas deportadas, clasificadas según su grupo étnico y con la fecha en que su contingente fue desplazado:
| Fecha       | Grupo                                                | Número  | Hogar nativo                                                                                | Destino                                                      |
| ----------- | ---------------------------------------------------- | ------- | ------------------------------------------------------------------------------------------- | ------------------------------------------------------------ |
| 1933        | Kazajos                                              | 200.000 | Kazajistán                                                                                  | Norte de Rusia, China, Mongolia, Irán, Afganistán y Turquía  |
| 1935        | Fineses de Ingria                                    | 420.000 | Óblast de Leningrado                                                                        | Vólogda, Siberia Occidental, Tayikistán y Kazajistán         |
| 1935        | Alemanes y polacos                                   | 412.000 | Centro y oeste de Ucrania                                                                   | Este de Ucrania                                              |
| 1935        | Alemanes y polacos                                   | 45.000  | Ucrania, especialmente zonas fronterizas                                                    | Kazajistán                                                   |
| 1937        | Kurdos                                               | 1.325   | Regiones fronterizas de Georgia, Armenia, Azerbaiyán, Turkmenistán, Uzbekistán y Tayikistán | Kazajistán y Kirguistán                                      |
| 1937        | Coreanos                                             | 172.000 | Extremo Oriente                                                                             | Norte de Kazajistán y toda Uzbekistán                        |
| 1937        | Chinos y rusos exiliados en Harbin                   | 9.000   | Extremo Oriente                                                                             | Kazajistán y Uzbekistán                                      |
| 1938        | Judíos persas                                        | 6.000   | Provincia de Mary, Turkmenistán                                                             | Zonas desérticas del norte de Turkmenistán                   |
| 1938        | Azeríes, persas, asirios y kurdos                    | 6.000   | Azerbaiyán                                                                                  | Kazajistán                                                   |
| 1940        | Polacos                                              | 276.000 | Zona ocupada de Polonia                                                                     | Norte de Rusia, los Urales, Siberia, Uzbekistán y Kazajistán |
| 1941        | Alemanes y fineses de Ingria                         | 91.000  | Óblast de Leningrado                                                                        | Kazajistán, Siberia, óblast de Astrakán y Lejano Oriente     |
| 1941-1942   | Alemanes                                             | 855.674 | Povolzhye, Cáucaso, Crimea, Ucrania, Moscú y Rusia central                                  | Kazajistán y Siberia                                         |
| 1942        | Fineses de Ingria                                    | 9.000   | Óblast de Leningrado                                                                        | Este de Siberia y Lejano Oriente                             |
| 1943        | Karacháis                                            | 69.267  | Karachái y Cherkessia                                                                       | Kazajistán y Kirguistán                                      |
| 1943        | Calmucos                                             | 93.139  | Calmuquia                                                                                   | Kazajistán y Siberia                                         |
| 1944        | Chechenos e ingushes                                 | 800.000 | Cáucaso Septentrional                                                                       | Kazajistán y Kirguistán                                      |
| 1944        | Calmucos                                             | 3.000   | Óblast de Rostov                                                                            | Siberia                                                      |
| 1944        | Kurdos y azeríes                                     | 3.000   | Tbilisi                                                                                     | Sur de Georgia                                               |
| 1944        | Balkars                                              | 100     | Norte de Georgia                                                                            | Kazajistán y Kirguistán                                      |
| 1944        | Tártaros de Crimea                                   | 100.000 | Crimea                                                                                      | Uzbekistán                                                   |
| 1944        | Griegos, búlgaros, armenios y turcos                 | 42.000  | Crimea                                                                                      | Uzbekistán                                                   |
| 1944        | Calmucos                                             | 26.000  | Regiones del norte                                                                          | Ucrania y Rusia central                                      |
| 1944        | Calmucos                                             | 1.000   | Óblast de Bolgograd                                                                         | Óblast de Sverdlovsk                                         |
| 1944        | Kabardinos                                           | 2.000   | Kabardino y Balkaria                                                                        | Sur de Kazajistán                                            |
| 1944        | Verdaderos Rusos Ortodoxos                           | 1.000   | Rusia central                                                                               | Siberia                                                      |
| 1944        | Polacos                                              | 30.000  | Urales, Siberia y Kazajistán                                                                | Ucrania y la Rusia europea                                   |
| 1944        | Meskhetianos, turcos, kurdos, hamshenis y karapapaks | 115.000 | Suroeste de Georgia y Kazajistán                                                            | Uzbekistán y Kirguistán                                      |
| 1944        | Lazes                                                | 1.000   | Ayaria                                                                                      | Uzbekistán, Kirguistán y Kazajistán                          |
| 1944        | Volksdeutsche                                        | 1.000   | Mineralnye Vody                                                                             | Tayikistán                                                   |
| 1948        | Kuláks                                               | 49.000  | Lituania                                                                                    | Este de Siberia                                              |
| 1948        | Griegos y armenios                                   | 57.680  | Costa del mar Negro                                                                         | Sur de Kazajistán                                            |
| 1948        | Kuláks                                               | 1.000   | Óblast de Izmaíl                                                                            | Siberia Occidental                                           |
| 1949        | Kuláks                                               | 94.000  | Báltico                                                                                     | Siberia y Lejano Oriente                                     |
| 1949 a 1952 | Kuláks                                               | 78.400  | Moldavia, Báltico, oeste de Bielorrusia y Ucrania y óblast de Pskov                         | Siberia y Kazajistán                                         |
| 1951        | Basmachí                                             | 2.795   | Tayikistán                                                                                  | Norte de Kazajistán                                          |
| 1951        | Testigos de Jehová                                   | 9.500   | Moldavia                                                                                    | Oeste de Siberia                                             |